# Собор Святейшего Сердца Иисуса (Цзилинь)

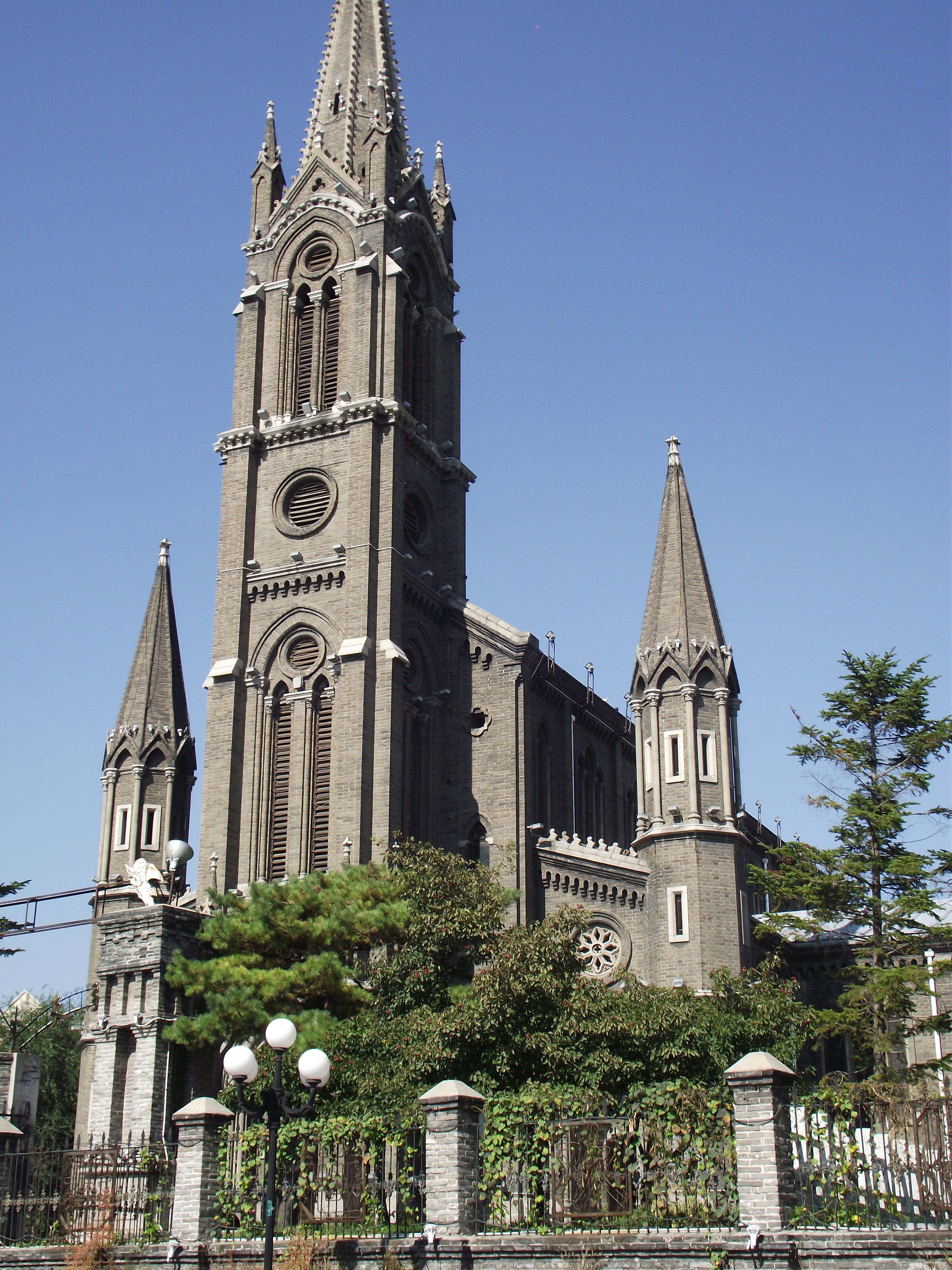
Собор Святейшего Сердца Иисуса, Цзилинь, Китай

Собор Святейшего Сердца Иисуса (кит. 吉林耶稣圣心堂) – католическая церковь, находящаяся в городе Цзилинь, Китай. Церковь Святейшего Сердца Иисуса является кафедральным собором епархии Цзилиня. Храм является историческо-архитектурным памятником и внесён в список охраняемых государством зданий. 

## История
В 1898 году в Цзилинь прибыл католический священник из Парижского общества заграничных миссий. В 1902 году он купил участок около реки. В 1917 году было начато строительство храма, которое было завершено в 1926 году. 
После образования в 1946 году епархии Цзилиня церковь святейшего Сердца Иисуса стала кафедральным собором этой епархии. 
В 1966 году, во время культурной революции, храм был закрыт и подвёргся незначительному разрушению. В 1980 году в церкви возобновились регулярные католические богослужения. 
В 1999 году церковь Святейшего Сердца Иисуса была внесена в список культурных ценностей провинции Цзилинь. 

## Архитектура
Церковь Святейшего Сердца Иисуса построена в готическом стиле. 